# Anglezarke Reservoir
Das Anglezarke Reservoir ist ein Stausee in Lancashire, England. Der Stausee liegt östlich von Chorley und ist das nördlichste einer sechs Kilometer langen Kette von drei Stauseen. Im Süden schließen sich das Upper Rivington Reservoir sowie das Lower Rivington Reservoir an. Zum Verbund gehören auch noch die östlich vom Anglezarke Reservoir gelegenen Stauseen des High Bullough Reservoir sowie das Yarrow Reservoir.
Der Stausee wurde zwischen 1850 und 1857 von Thomas Hawksley zur Wasserversorgung der Stadt Liverpool gebaut. Eine 27,35 km lange Pipeline verläuft vom Stausee bis nach Prescot bei Liverpool.
Der River Yarrow ist der Hauptzufluss des Stausees an dessen Südostseite. Ein The Goit genannter Kanal führt dem Stausee an seiner Nordseite über 6,4 km Wasser aus dem Rake Brook Reservoir zu. Der Stausee hat eine durchschnittliche Wassertiefe von 5,8 m.